# أبو عق

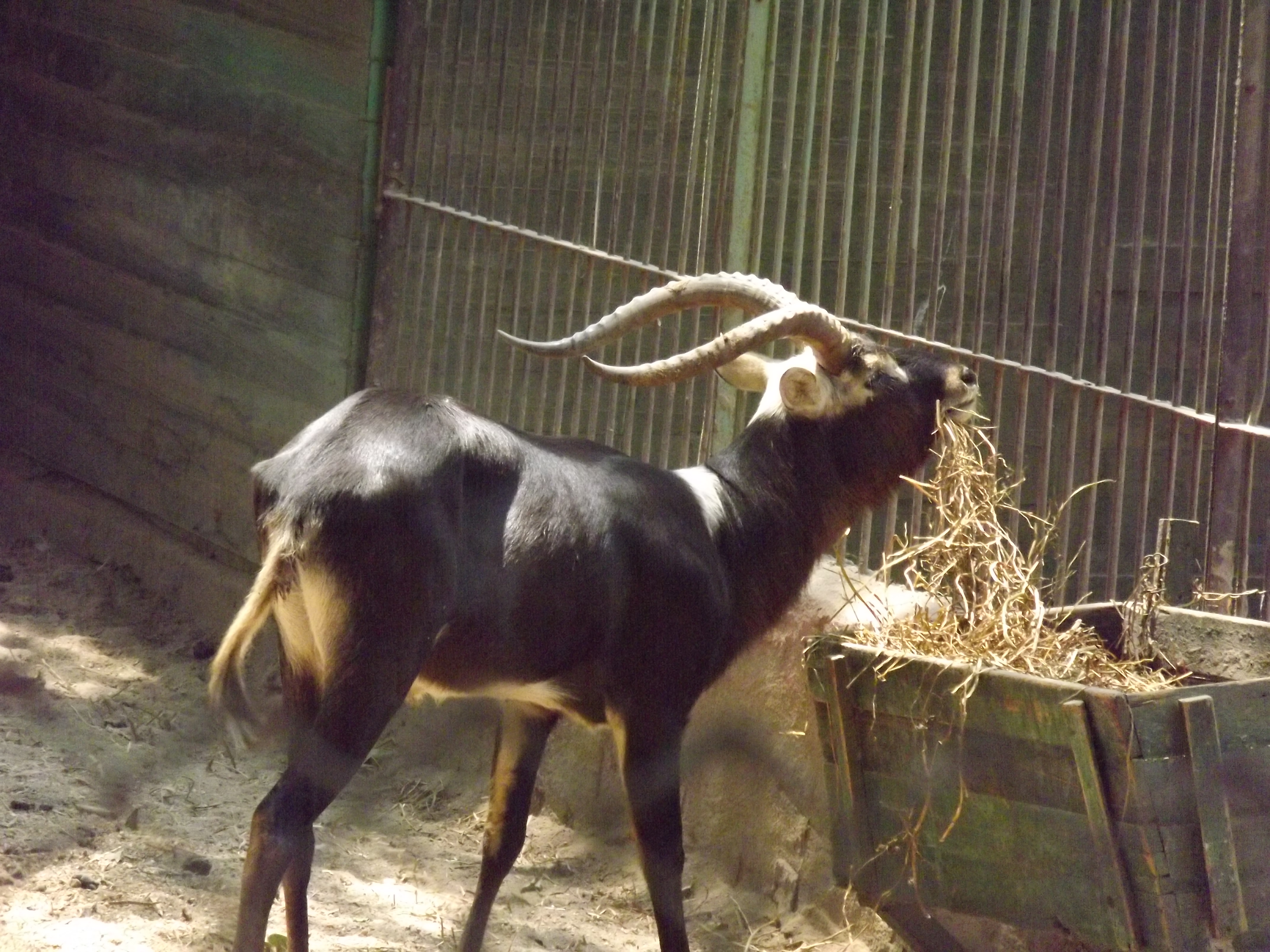
أبو عق في حديقة حيوانات الجيزة

أبو عق (بالإنجليزية: Nile lechwe)‏ (باللاتينية: Kobus megaceros) .